# Självporträtt (Ivar Arosenius, 1906)
Självporträtt är en akvarell och gouache av den svenske konstnären Ivar Arosenius (1878–1909) som mäter omkring 31 x 24 centimeter och tillhör Nationalmuseum. Bilden ställdes ut på Valand i Göteborg 1908, samma år som Arosenius fick sitt stora genombrott som konstnär. 1923 inköpte Nationalmuseum verket.
Målningen prydde 1978 ett svenskt frimärke med valören 4.50 i serien Tre svenska konstnärer.
I självporträttet skildrar Ivar Arosenius sig själv som bohem, ett manligt konstnärsideal. som har sina rötter i det tidiga 1800-talets romantiska tradition. Arosenius har gestaltat sig själv ute i naturen, med en stor blomsterkrans på huvudet, iförd skägg och en bylsig ylletröja.  

## Motivet
Sekelskiftets radikala konstnärer var kritiska till det borgerliga samhällets värderingar och sökte bryta med dess olika sociala och konstnärliga konventioner. Ivar Arosenius tillhörde den tidens avantgardistiska kretsar, konstnärer som i sina bilder var med om att förstärka myten om det självförbrännande geniet. Vilket i Arosenius fall förstärktes av hans egen sjukdomsbild, av blödarsjukan, som avsevärt kom att förkorta hans livslängd.
Arosenius älskade att i sina bilder skildra bohemernas krogliv och speciellt då rusets och den sexuella extasens livsförhöjande inverkan på människan. Men trots det kom han i sina tidiga självporträtt från 1901–1903, paradoxalt nog, inte att gestalta sig själv med en stark och fri livskänsla. Utan utifrån ett perspektiv präglat av resignation, av den deprimerades känsla av att ingenting duger eller har värde. Det är som om han upplevde världen som utan gränser, utan riktning och mening. Men i självporträtten från 1906–1908, då han hade gift sig med konstnären och studiekamraten Eva Adler, förändrades hans värderingar och livet fick en ny mening när deras dotter Eva (Lillan) föddes. Lillan skildrade han bland annat i bilderboken Kattresan, som har haft ett stort inflytande på den moderna svenska sagotraditionen.